# Inici
Inici, o anche Inichi o Inithi, è una località nel comune di Castellammare del Golfo. Già feudo del Vallo di Mazara, dall'inizio del XVI secolo fu baronia feudale della famiglia Sanclemente. Nel 1535 vi transitò l’imperatore Carlo V di ritorno dalla spedizione di Tunisi, che fu accolto per una notte nel castello di Inici, ospite di don Giovanni Sanclemente, suo compagno d’armi in Africa. Nel feudo di Inici venne edificato nel XVI secolo il santuario della Madonna della Mendola, del quale oggi restano solo tracce delle fondamenta. La località comprende il monte Inici, seconda vetta più alta del Libero Consorzio Comunale di Trapani, dopo monte Sparagio.

## Geografia
Il feudo raggiungeva un'estensione di 974 salme, comprendeva nove màrcati al suo interno ed era baronia feudale, “territorio nel territorio” sottoposto alla giurisdizione della città regia di Monte San Giuliano; il territorio era:
(Donna Allegranza Sanclemente, postilla del 24 aprile 1599 al testamento del 12 gennaio 1597)
I nove “màrcati" tra di loro confinanti erano: il màrcato della Montagna, della Chiana, di Miselli, della Balata d'Inici, di Pocorobba (o Pocoroba), della Noce, di Fontanelli, della Pecoreria e di Abbatello. Quello di Inici, fino al XVII secolo, era uno dei tre uliveti che si trovavano nell'Agro ericino. In inverno, nel feudo di Inici, si raccoglieva la neve nelle fosse, per servirsene nei mesi estivi.

## Storia

### Origini

#### Dal I al V secolo
In prossimità della via Valeria che raggiungeva Lilibeum e Drepanum, dopo la stazione di Aquae Segestanae, sorgono, sulle falde del Monte Inici, distinti insediamenti rurali, attestati da materiale ceramico e da altri reperti (nel pianoro prossimo al luogo su cui sorgerà il castello). Sono abitati rurali dipendenti da Segesta.

### Alto medioevo

#### Dal V secolo all'827
Decadono i centri rurali, Segesta perde gradualmente importanza strategica. Nasce l’esigenza di centri fortificati in cui accorrere in occasione di pericolo. Un centro religioso sorge nella zona in epoca bizantina, con una chiesa dedicata a Santa Irene, probabilmente sede di fondazione monastica basiliana.

#### Dall'827 al 1071
Nel periodo arabo si rinnova la coltura della terra, anche in seguito allo stanziamento di nuovi gruppi etnici provenienti dall’Africa settentrionale. Il territorio si organizza in casali: uno dei casali è casale Innici. La presenza araba nella zona è attestata dalla toponomastica e dalla trasformazione del nome Sancta Irini in Scianti Irini.

### Basso medioevo

#### Dal 1071 al 1198
In pieno periodo normanno, nel diploma di fondazione del vescovado di Mazara di papa Pasquale II nel 1100, si indica anche la terra di Calathameth, che viene quasi ad assumere il ruolo prima esercitato da Segesta nella vallata. Nel suo viaggio ai tempi di Guglielmo I di Sicilia, Idrisi parla della vitalità agricola di questo territorio ubertoso. Egualmente entusiasta della fertilità del territorio è Ibn Jubayr, che negli anni del regno di Guglielmo II di Sicilia, attraversando la strada che da Alcamo conduce a Trapani così la descrive: “[…] noi percorrevamo un seguito non interrotto di villaggi e masserie e vedevamo terreni coltivati o seminati che mai ci erano occorsi terreni così fertili e così vasti […]”.

#### Dal 1198 al 1266
In epoca sveva gli abitanti per lo più arabi della zona, ridotti, come altrove in Sicilia, dallo stato di contadini liberi e piccoli possidenti in quello di servi, prima si ribellano fuggendo sulle montagne ed abbandonando i casali, poi si scontrano con la monarchia di Federico II rimanendo sconfitti. Il casale Innici viene abbandonato. Il nuovo stato di cose e l'assenza di manodopera agricola determinò il passaggio da una agricoltura intensiva, con frutteti e colture specializzate, ad una estensiva con vaste aree destinate al pascolo e alla cerealicoltura.
Il casale Innici è uno dei casali abbandonati dalle popolazioni per lo più saracene e concessi da Federico II all'universitas di Monte San Giuliano. Il privilegio, che secondo alcuni storici è un falso, con il quale si intendeva legittimare il possesso de facto di un vasto territorio da parte di Erice, ha conferma nel 1392 da re Martino e dalla regina Maria.

#### Il XIII e il XIV secolo
Il primo ad avere in potere il territorio di Inici fu Nicola (o Nicoletto) Asmundo, abitante di Calatafimi, falconiere dell’imperatore Federico II.
L’8 marzo 1234 Gilberto Abate, tramite il fratello, il dominus Enrico Abate, abitante a Trapani, acquistò per 1750 tarì dal dominus Nicoletto Asmundo e dalla moglie Margherita, col consenso di Benedetto loro figlio minorenne, il territorio con terre lavorative, selva e foresta denominato Inichi, nel tenimento di Calatafimi.
Il figlio di Gilberto, Palmerio Abate, nel 1278-1279 era titolare di imprecisati beni feudali in Sicilia. Morì nell’estate 1300 in seguito alle ferite riportate nella battaglia di Ponza.
Gli successe il fratello miles Riccardo Abate, e a Riccardo successe suo figlio Nicola. La descrizione dei beni feudali posseduti da Nicola Abate si ricava dalla Descriptio feudorum del 1335: «Nicolaus Abbas miles pro Asinello, Chifalo, Carino, Rochis terre Chiminne, Terrasinis, casalibus Cudie, Inichi, Umris, Symenis unc. 600». Nicola Abate quindi ricavava 600 onze di reddito da Isnello (Asinello), da Cefalà, da Carini, dal tenimento delle Rocche in territorio di Ciminna, da Terrasini, dai casali di Cudia, Inici, Umri - ora Ummari - e Simeni (due tenimenti che si trovavano in vicinanza di Inici).
Filippa De Milite, moglie di Nicola Abate, nel testamento del 5 febbraio 1348 disponeva delle terre di Inici, Racanzili e Bonagia. Risulta morta il 13 gennaio 1349.
Durante il dominio degli Abbate, su Inici gli abitanti di Monte San Giuliano mantengono alcuni diritti: quello di far legna, andare a caccia e portare al pascolo il bestiame nelle terre incolte. Sorge probabilmente in questo periodo la torre e il primo nucleo fortificato.

### Età moderna

#### Il XV e il XVI secolo
È del 1475 il resoconto del viaggio di un certo Francesco di Pasquale svoltosi, in comitiva, per onorare la Madonna nella festa di metà agosto, a dorso di un mulo, da Palermo a Monte San Giuliano. Il viaggiatore riferisce di essersi fermato sia all’andata sia al ritorno ai bagni di santa Margherita (tale nome assumono per lungo tempo le Terme Segestane, per la probabile presenza di una chiesa dedicata alla santa), e di aver dormito al ritorno alla torre d’Inichi.

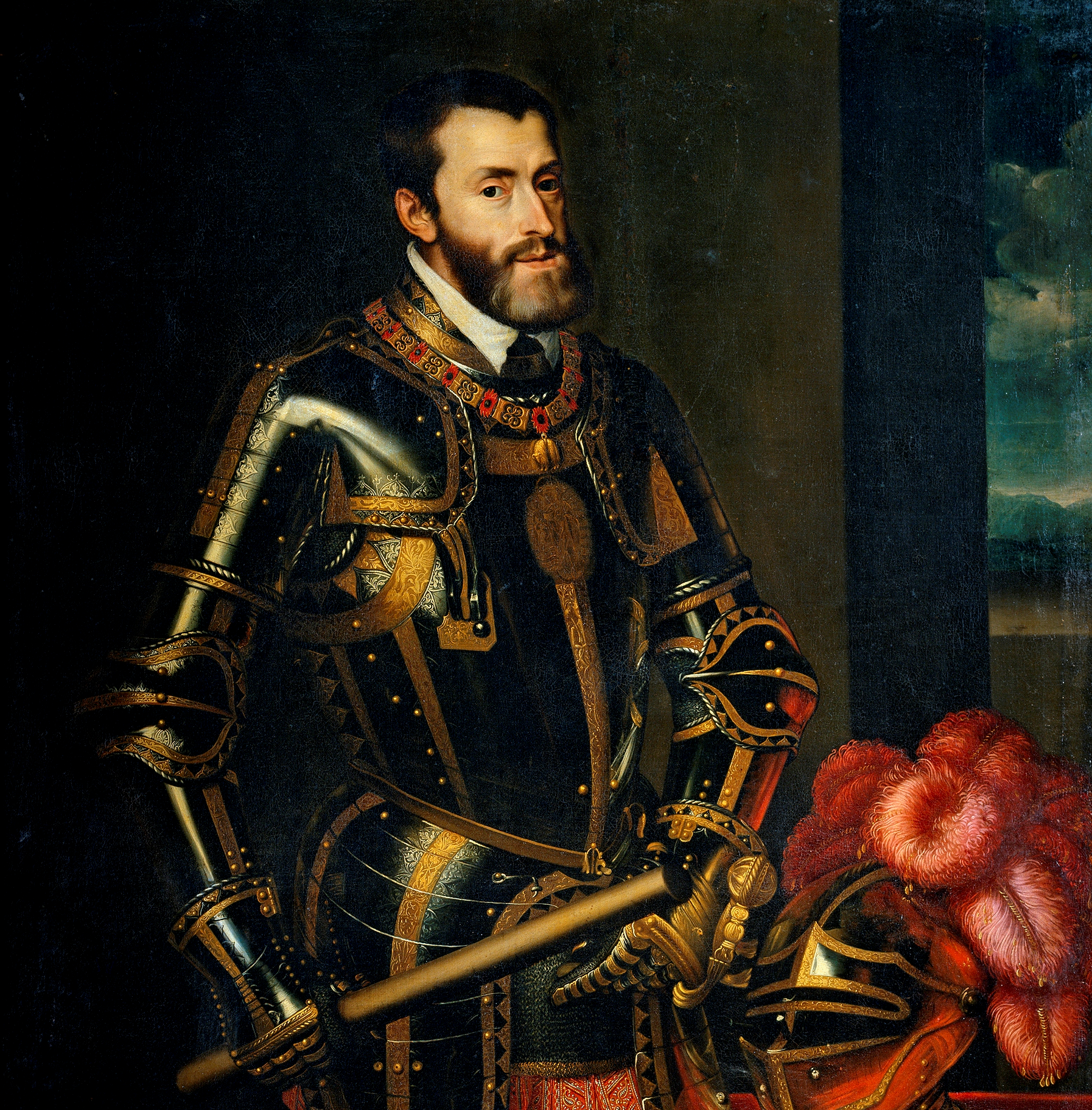
Carlo V d'Asburgo

Dal 1380 è titolare di Inici Simone I La Mannina (o Lamagnina), il quale trasmetterà il territorio ai suoi eredi. Nella Recentio pheudorum del 1408 Inici appartiene infatti agli heredes Simoni Lamagnina, tra i quali figura Andrea, padre di altro Simone. I La Mannina, nobile famiglia di Monte San Giuliano, erano imparentati con i Chiaramonte, dai quali ereditarono il patronato della cappella di san Nicolò nel Duomo di Erice, poi passato ai baroni Sanclemente.
Simone II La Mannina, proprietario di Inici nella prima metà del XV secolo, sposò la nobildonna trapanese Costanza Naso Sieri Pepoli e, nel 1442, acquistò la tonnara di Scopello per 40 onze. Fu senatore di Trapani nel 1428-1429 e nel 1432-1433, venendo in seguito nominato capitano di giustizia di Monte San Giuliano nel 1434 e ancora nel 1437. Alla sua morte, nel 1453, gli succedette la figlia Bartolomea, la quale aveva sposato il nobile spagnolo don Giovanni Sanclemente, regio cavaliere e regio consiliario, discendente dai Santcliment di Barcellona, il quale aveva combattuto con Alfonso V d'Aragona in Corsica e a Napoli e più volte ricoperto la carica di capitano giustiziere a Salemi, Sciacca e Trapani.
Don Giovanni Sanclemente e donna Bartolomea La Mannina ebbero Simone, con il quale il territorio di Inici venne elevato a baronia feudale. Don Simone Sanclemente fu infatti investito del territorio di Inici col titolo di barone nel 1507, per lettere di investitura date nel Castelnuovo di Napoli a 22 febbraio IV indizione dello stesso anno dal re Ferdinando il Cattolico. 
(Antonio Cordici, La istoria della città del Monte Erice oggi detta Monte di San Giuliano antichissima città nel Regno di Sicilia, a cura di Salvatore Denaro, Erice, 2009, p. 163)

Nel 1535 l’imperatore Carlo V dormì per una notte nel castello di Inici, ospite di don Giovanni Sanclemente (figlio di Simone), il quale era stato suo compagno d’armi a Tunisi. La sosta di Carlo V nel feudo dei Sanclemente è tramandata della storiografia: giunto nella campagna di Inici, l’imperatore si sedette a riposare sotto un albero di ulivo e si dissetò ad una fonte di acqua corrente non distante: quell’albero, che spicca tra gli altri per la grossezza del tronco, nella cui corteccia l’imperatore incise una croce che, crescendo l’albero, crebbe con esso, fu rinominato ulivo dell’imperatore; quella fonte fontana dell’imperatore. L’episodio è scolpito nei versi del poeta alcamese Sebastiano Bagolino, che celebra l’episodio con un carmen ricompreso nel tomo II dei suoi poetici componimenti latini: 
(Sebastiano Bagolino, Carmina, tomo II)
Il 22 settembre 1548, Giovanni Mastrandrea, notabile alcamese, acquistò da don Giuseppe Sanclemente il màrcato della Chiana d’Inici e, vent’anni più tardi, il 22 settembre 1568, i Sanclemente vendettero il territorio di Inici agli eredi di Giovanni Mastrandrea, per circa 11.000 onze.
Qualche anno dopo Inici tornò in potere dei Sanclemente, e da costoro fu donato in parte al monastero di sant’Andrea, in parte al collegio dei gesuiti di Trapani.
Fu donna Francesca Sanclemente la quale, premorendo, nel 1590, alla madre Allegranza e non avendo figli, lasciò con il suo testamento i propri beni in usufrutto all’anziana nobildonna, con l’obbligo di assegnarli, alla morte, ad un monastero, detto precedentemente di sant’Andrea, che si sarebbe dovuto intitolare alla Beata Vergine Maria del Santissimo Rosario, e di destinare le case dove ella abitava alla costruzione del nuovo complesso monastico e della chiesa, dove si sarebbero dovuti erigere tre altari. La madre Allegranza reclamerà però per sé la legittima e, pertanto, la quota della baronia di Inici e della tonnara di Scopello che verrà assegnata a tale monastero, sarà di un terzo. I restanti due terzi, donna Allegranza li assegnò, con il suo testamento del 1597, al collegio dei Gesuiti di Trapani.

#### Il XVII e il XVIII secolo
Accettata la donazione di donna Allegranza Sanclemente, in virtù del suo testamento del 1597, il Collegio si affrettò a prendere possesso del territorio di Inici. E poiché in quegli stessi giorni anche il monastero del Santissimo Rosario sotto il titolo di sant’Andrea sosteneva di avere diritto all’eredità della baronessa, procedeva anch'esso pochi giorni dopo alla presa di possesso.
Ne scaturì una lite che venne a turbare i rapporti tra il Collegio e il monastero trapanese. Questi contrasti perdurarono fino al 1632, anno in cui la badessa del monastero supplicò Papa Urbano VIII di autorizzare e disporre la divisione del territorio di Inici, di cui Collegio e monastero erano comproprietari: due terzi furono assegnati al Collegio, il restante terzo al monastero. A sostegno della sua supplica al Papa, la badessa dedusse e allegò le dichiarazioni di numerosi testimoni, i quali concordemente affermavano che la divisione del territorio in questione avrebbe consentito al monastero, oltre che una più diretta gestione del bene ereditato, un maggiore reddito, con ciò confortando le pretese della badessa e giovando all’assunto del prefato cenobio. Ottenuta l’autorizzazione con un breve apostolico, il rev. padre Cosma Giuffrè, vicario generale in Trapani, dietro ordine del rev. Francesco de la Reba, protonotario apostolico, e del cardinale Giovanni Doria, arcivescovo di Palermo, ordinò ad alcuni esperti di misurare il territorio di Inici. Si addivenne così alla divisione del detto territorio:
La prima porzione comprendeva parte del màrcato della Montagna - confinate con i màrcati della Chiana e di Miselli e, ad est, con il feudo Gagliardetto -, il màrcato della Chiana, quello di Miselli, quello della Balata d’Inici e quello di Pocorobba. Questa prima porzione andò al monastero del Santissimo Rosario sotto il titolo di sant’Andrea.
La seconda porzione constava dell’altra parte del monte Inici - che comprendeva le fosse della neve -, una parte del màrcato della Noce - nel quale era sito il castello di Inici, con la sua torre, il baglio, la chiesa e i fabbricati - e porzioni dei màrcati di Miselli, della Balata d’Inici e di Pocorobba.
La terza porzione era formata dai màrcati di Fontanelli, della Pecoreria - qui si trovava la “fontana dell’imperatore”, ossia la fonte alla quale bevve Carlo V d'Asburgo nell’agosto del 1535 -, di Abbatello e da porzioni di altri tre màrcati: quello della Noce, quello della Balata d’Inizi e quello di Pocorobba. La seconda e la terza porzione spettarono al collegio dei gesuiti.
Il territorio di Inici, per la sua estensione, si prestava, oltre che alla coltivazione dei terreni, all’allevamento del bestiame, disponendo di vaste aree da destinare proficuamente al pascolo. I gesuiti ottennero, dalla badessa del monastero del Santissimo Rosario sotto il titolo di sant’Andrea, che ingabellasse loro la terza parte di Inici, di proprietà del cenobio trapanese.
Dal monte Inici i gesuiti ricavavano la neve, che facevano raccogliere e depositare nelle fosse, da dove la facevano trasportare a Trapani e anche nei paesi della provincia, facendone commercio. Per la gestione della neve sorsero ulteriori contrasti tra il monastero e il collegio. Sin dall’epoca della divisione del territorio di Inici, avvenuta nel 1632, il monastero ingabellava al Collegio la sua terza parte; allorquando il commercio della neve si fece più redditizio i rapporti divennero più difficili e addirittura sfociarono in una lite vera e propria. Il monastero avviò alcuni lavori per rinnovare le fosse della neve esistenti nel territorio di Inici. Il rettore del collegio, avuta notizia del proposito del monastero, gli contestò il diritto di scavare fosse, perché esse non esistevano all’epoca della divisione; lo scavo di nuove fosse sarebbe risultato pregiudizievole agli interessi del collegio. Il monastero, in un memoriale, eccepì in merito all’affermazione del rettore, sostenendo che il collegio non poteva impedirgli di rinnovare le sue fosse: il monastero infatti, in quanto padrone, nella parte di Inici di sua proprietà poteva fare quello che voleva, soprattutto quando si trattava di apportare un beneficio. Il fatto che nella sua terza parte non ci fossero fosse di neve al tempo della divisione non poteva significare che il monastero non avrebbe potuto fabbricarle, giacché il fine per cui si procedette alla divisione fu ad effetto che il monastero potesse avere più utili e più frutti da detto territorio: scopo che non avrebbe potuto ottenere se il territorio fosse rimasto in comune e indiviso; nell'atto di divisione non veniva proibito di fare fosse di neve, anzi si leggeva che il monastero avrebbe potuto migliorare le sue terre. Nel 1678 il Monastero fece costruire le fosse nella sua terza parte, con licenza del vescovo di Mazara.
I gesuiti gestirono le proprie porzioni di Inici in parte direttamente, in parte tramite il sistema delle gabelle. Restaurarono il castello, vi aggiunsero numerosi ambienti (in un secondo cortile), destinati a stalle, alla lavorazione e conservazione dei prodotti agricoli, alla gestione del feudo, e si preoccuparono della costruzione di una cappella (o comunque del suo restauro), le cui pareti fecero in seguito affrescare da Domenico La Bruna.
Fu, questo, il tempo in cui il castello si ampliò, ed alla corte principale se ne affiancò una seconda (quella appunto per cui oggi si accede all’interno dell’edificio) circondata da nuove stalle e più ampi magazzini.
Alcuni ambienti del castello con l’annessa cappella vennero utilizzati come luogo di ritiro e di ascesi religiosa, ed in tale senso risulta significativo il ciclo di immagini affrescato: non sembra infatti di essere dinanzi ad una semplice cappella destinata ad assolvere al diritto di messa per i contadini del feudo.
Nel 1667 il rettore del collegio tentò di contrastare non solo i diritti di cacciagione e di far legna degli ericini, ma anche il semplice passaggio, scrivendo al viceré. La richiesta dei gesuiti non ebbe l’esito sperato, anche per la fiera opposizione dei giurati, i quali si affrettarono a dimostrare l’origine antichissima e immemorabile di tali diritti goduti dagli ericini.
Il 21 luglio 1773, con il breve apostolico Dominus ac Redemptor di papa Clemente XIV venne soppressa la Compagnia di Gesù e i beni in suo possesso furono confiscati. Nel 1779, dopo un tentativo di censuazione delle terre tolte ai gesuiti, a favore dei braccianti che già lavorano nel feudo, fallito a causa dell’esosità del canone enfiteutico, ma anche per l’opposizione degli aristocratici, il feudo di Inici viene acquistato dal marchese Agostino Cardillo, un pubblico funzionario, recentemente nobilitato.

### Età contemporanea

#### Il XIX secolo

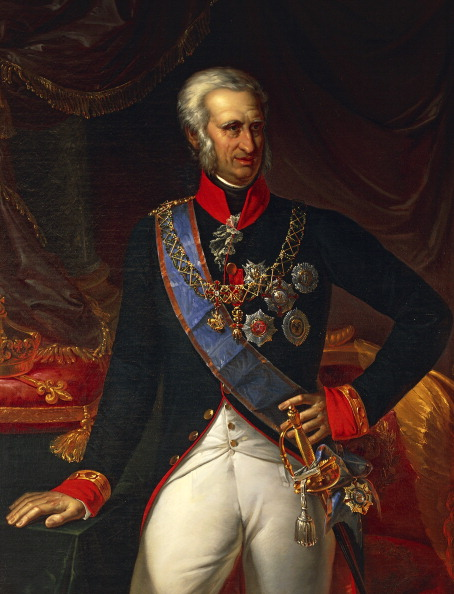
Ferdinando I delle Due Sicilie

Nel 1800 Ferdinando I delle Due Sicilie, esule a Palermo in seguito all’avanzata napoleonica, viene a caccia di cinghiali - in quel tempo molto comuni e spesso cacciati, nei parchi di Inici e di Scopello e alloggia nel castello di Inici. Nel 1812 viene abolito il sistema feudale in Sicilia; con gradualità, una parte delle terre viene data a censo.
Nel 1846 i territori delle baronie di Baida, di Inici e del real sito di Scopello sono trasferiti dal comune di Monte San Giuliano a quello di Castellammare del Golfo (cfr. anche:). L’amministrazione Borbonica è spinta a rettificare i confini dal convincimento che gli ex-feudi staccati al territorio di Monte San Giuliano fossero più assimilabili a Castellammare sia per la natura dei luoghi sia per l’eredità baronale che essi avevano conservato nel contesto demaniale dell’universitas ericina.
Nel 1866, in seguito alla legge Corleo, la parte della baronia in possesso del Monastero di sant'Andrea viene posta in vendita.

#### Dal XX secolo a oggi
Nella prima metà del XX secolo il territorio di Inici era ancora abitato e il castello era il centro amministrativo della contrada: nel 1960 era ancora abitato da una cinquantina di persone, come risulta dal censimento. Facevano parte del castello anche un ufficio postale, la caserma dei carabinieri e la scuola. Dopo il terremoto del Belice del 1968 il castello subì gravi danni e venne abbandonato, mentre la popolazione si spostò altrove. Oggi è una località con poche case sparse e alcuni bagli.

## Monumenti

### Santuario della Madonna della Mendola

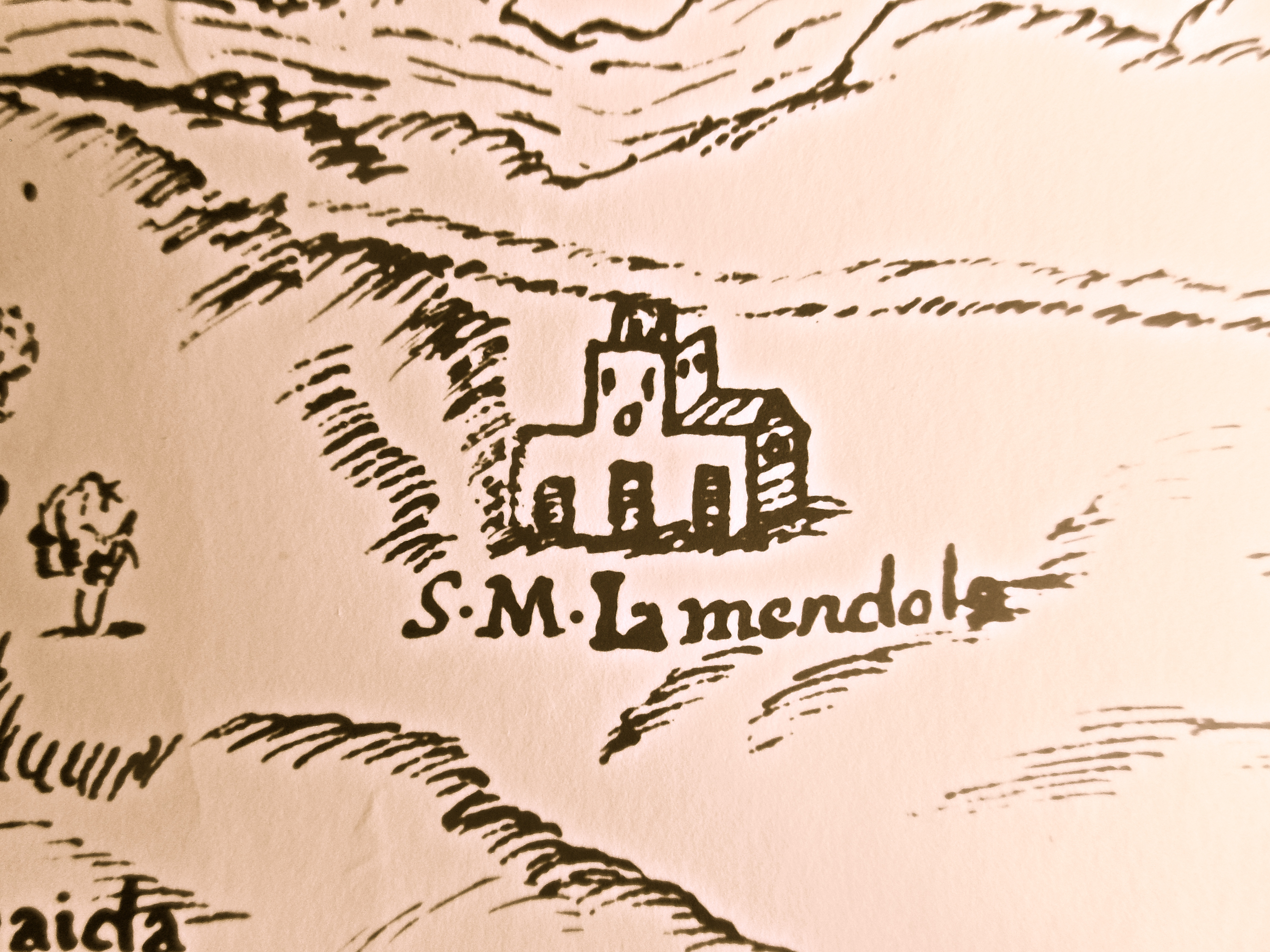
Disegno del santuario della Madonna della Mendola

Il santuario della Madonna della Mendola fu edificato nel 1574 nel feudo di Inici; scrive infatti lo storico ericino Antonio Cordici:

Tali versi erano:
Sotto tali versi erano le insegne della città, che sono san Giuliano e sant’Alberto.
Della presenza di questa chiesa si ha poi testimonianza certa nell'illustrazione allegata all'opera di Bonaventura Provenzano, datata 1660
Tale santuario, uno dei tre presenti nell'agro ericino, fu edificato forse su un precedente edificio religioso, in seguito alle elemosine raccolte da Marco Zichichi, per la venerazione di un miracoloso dipinto della Madonna della Grazia. il nobile Ottavio Jachino, marito di donna Francesca Sanclemente, costruì vicino alla chiesa, che si trova presso un incrocio viario, un fondaco.